# Hilal Ferdaoussi
Hilal Ferdaoussi (en arabe : هلال الفردوسي) né le 23 juin 1999 à Tétouan, est un footballeur international marocain, qui évolue au poste de milieu de terrain au Raja CA.

## Biographie

### Carrière en club

#### Jeunesse et formation
Hilal Ferdaoussi voit le jour le 23 juin 1999 à Tétouan. Encore jeune, il rejoint les minimes du centre de formation du Moghreb de Tétouan sous la direction de Abdelouahed Benhsain, futur entraîneur de l'équipe première.

#### Moghreb de Tétouan
Le 15 décembre 2018, il dispute son premier match en professionnel sous la houlette de Abdelouahed Benhsain contre le Chbaba Rif Al Hoceima au titre de la 12e journée du championnat (victoire 1-4). Au terme de la saison 2020-2021, le club est relégué en deuxième division pour le première fois depuis 2005. Ferdaoussi va alors s'imposer dans l'entrejeu et aider son équipe à remonter aussitôt en Botola en remportant la Botola 2 confortablement. 
La saison 2022-2023 est celle de la révélation, Ferdaoussi est en effet titularisé par Abdellatif Jrindou durant toute la phase aller du championnat. Le 18 octobre 2022, il délivre sa première passe décisive contre la RS Berkane au titre de la 5e journée du championnat (nul 2-2). En janvier 2023, il est victime d'une fracture aux métatarsiens contre l'Olympique Khouribga qui briser son élan et l'éloigne des terrains durant cinq mois. 
Le 23 septembre 2023, il inscrit le premier but de sa carrière professionnelle contre le Chabab Mohammédia au Stade Bachir.

#### Raja CA
Le 12 juillet 2024, le Raja CA annonce le recrutement de Hilal Ferdaoussi qui paraphe un contrat de trois saisons.
Le 29 septembre, il fait ses débuts sous le maillot vert contre l'Olympique Safi en championnat (victoire 2-3). Le 26 novembre, il dispute son match en Ligue des champions contre l'AS FAR.

### Carrière internationale
En septembre 2020, il est appelé par Bernard Simondi avec la sélection nationale des moins de 23 ans pour un camp de préparation au Complexe Mohammed VI de football du 13 au 23 septembre.

## Palmarès
Moghreb de Tétouan
- Botola Pro2
  - Champion en 2021-22